# Broadway theatre (divadla)

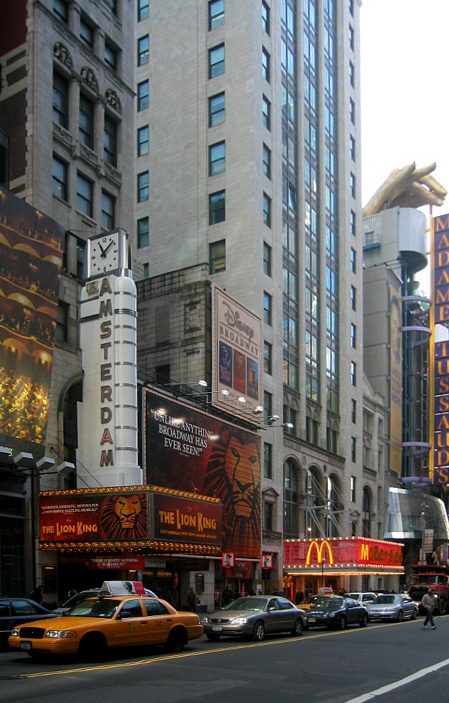
New Amsterdam Theatre uváděl v roce 2003 muzikál Lví král

Broadway theatre,  běžně zkracováno jen jako Broadway, je termín vztažený na divadelní představení hraná v přibližně čtyřiceti profesionálních divadlech s více než 500 sedadly pro publikum každého z nich, a to v manhattanských oblastech Theater District a Lincoln Center neyworské Broadwaye. Společně s londýnskou sítí scén ve West Endu, je Broadway považovaná za komerčně nejúspěšnější řetězec divadel v anglofonním světě.

## Charakteristika
Broadway Theater District je atraktivní turistická lokalita New Yorku.  Podle obchodní organizace vlastníků a producentů The Broadway League činil za rok 2014 výnos z prodeje vstupenek 1,36 miliardy dolarů, což představovalo meziroční nárůst o 14 %.  Návštěvnost daný kalendářní rok dosáhla výše 13,13 milionů diváků, tzn. meziroční růst o 13 %.
Většina broadwayských projekcí jsou muzikály.  Historik  Martin Shefter uvedl, že „'Broadwayské muzikály,' vrcholící produkcemi Richarda Rodgerse a Oscara Hammersteina, se staly jednou z velmi vlivných forem americké populární kultury,“ a dopomohly z New Yorku vytvořit hlavní kulturní město celé země.
Muzikál Fantom opery, v New Yorku premiérovaný 26. ledna 1988 v Majestic Theatre, se 9. ledna 2006 stal nejdéle hraným muzikálem na Broadwayi, když s počtem 7 486 představení překonal muzikál Cats (k červenci 2015 měl přes 11 400 repríz).
Nejlepší výkony v broadwayských produkcích jsou od roku 1947 každoročně oceňovány profesními cenami Antoinette Perry Awards, známými jako Tony Awards. Udělují je organizace American Theatre Wing a Broadway League. Představují nejprestižnější muzikálové ocenění, srovnatelné s Oscary za hollywoodské filmové produkce.

## Seznam divadel a repertoár
Seznam broadwayských divadel a jejich repertoár k roku 2015.  
| Divadlo                      | vlastník                   | představení                                       | typ          | adresa                     | míst | premiéra           |
| ---------------------------- | -------------------------- | ------------------------------------------------- | ------------ | -------------------------- | ---- | ------------------ |
| Al Hirschfeld Theatre        | Jujamcyn Theaters          | Moulin Rouge                                      | muzikál      | W. 45th St. (č. 302)       | 1424 | 25. července 2019  |
| Ambassador Theatre           | Shubert Organization       | Chicago                                           | muzikál      | W. 49th St. (č. 219)       | 1125 | 14. listopadu 1996 |
| American Airlines Theatre    | Roundabout Theatre Company | Old Times                                         | hra          | W. 42nd St. (č. 229)       | 740  | 6. října 2015      |
| August Wilson Theatre        | Jujamcyn Theaters          | Jersey Boys                                       | muzikál      | W. 52nd St. (č. 245)       | 1228 | 6. listopadu 2005  |
| Belasco Theatre              | Shubert Organization       | Hedwiga a Angry Inch                              | muzikál      | W. 44th St. (č. 111)       | 1018 | 22. dubna 2014     |
| Bernard B. Jacobs Theatre    | Shubert Organization       | The Color Purple                                  | muzikál      | W. 45th St. (č. 242)       | 1078 | 10. prosince 2015  |
| Booth Theatre                | Shubert Organization       | Hand to God                                       | hra          | W. 45th St. (č. 222)       | 766  | 7. dubna 2015      |
| Broadhurst Theatre           | Shubert Organization       | Mamma Mia!                                        | muzikál      | W. 44th St. (č. 235)       | 1186 | 18. října 2001     |
| Broadway Theatre             | Shubert Organization       | Šumař na střeše                                   | muzikál      | B'way (č. 1681 na 52. ul)  | 1761 | 17. prosince 2015  |
| Brooks Atkinson Theatre      | Nederlander Organization   | It Shoulda Been You                               | muzikál      | W. 47th St. (č. 256)       | 1094 | 14. dubna 2015     |
| Circle in the Square Theatre | nezávislá produkce         | Fun Home                                          | muzikál      | W. 50th St. (č. 235)       | 840  | 19. dubna 2015     |
| Cort Theatre                 | Shubert Organization       | Fish in the Dark                                  | hra          | W. 48th St. (č. 138)       | 1084 | 5. března 2015     |
| Ethel Barrymore Theatre      | Shubert Organization       | The Curious Incident of the Dog in the Night-Time | hra          | W. 47th St. (č. 243)       | 1096 | 5. října 2014      |
| Eugene O'Neill Theatre       | Jujamcyn Theaters          | The Book of Mormon                                | muzikál      | W. 49th St. (č. 230)       | 1066 | 24. března 2011    |
| Gerald Schoenfeld Theatre    | Shubert Organization       | China Doll                                        | hra          | W. 45th St. (č. 236)       | 1079 | 19. listopadu 2015 |
| Gershwin Theatre             | Nederlander Organization   | Čarodějka                                         | muzikál      | W. 51st St. (č. 222)       | 1933 | 30. října 2003     |
| Helen Hayes Theatre          | Second Stage Theatre       | Dames at Sea                                      | muzikál      | W. 44th St. (č. 240)       | 597  | 22. října 2015     |
| Imperial Theatre             | Shubert Organization       | Bídníci                                           | muzikál      | W. 45th St. (č. 249)       | 1443 | 23. března 2014    |
| John Golden Theatre          | Shubert Organization       | The Gin Game                                      | hra          | W. 45th St. (č. 252)       | 805  | 13. října 2015     |
| Longacre Theatre             | Shubert Organization       | Allegiance                                        | muzikál      | W. 48th St. (č. 220)       | 1091 | 8. listopadu 2015  |
| Lunt-Fontanne Theatre        | Nederlander Organization   | Finding Neverland                                 | muzikál      | W. 46th St. (č. 205)       | 1519 | 15. dubna 2015     |
| Lyceum Theatre               | Shubert Organization       | A View from the Bridge                            | hra          | W. 45th St. (č. 149)       | 922  | 12. listopadu 2015 |
| Lyric Theatre                | Ambassador Theatre Group   | Ve městě                                          | muzikál      | W. 42nd St. (č. 213)       | 1938 | 16. října 2014     |
| Majestic Theatre             | Shubert Organization       | Fantom opery                                      | muzikál      | W. 44th St. (č. 247)       | 1645 | 26. ledna 1988     |
| Marquis Theatre              | Nederlander Organization   | ON YOUR FEET!                                     | muzikál      | B'way (č. 1535 na 46. ul.) | 1612 | 5. listopadu 2015  |
| Minskoff Theatre             | Nederlander Organization   | Lví král                                          | muzikál      | W. 45th St. (č. 200)       | 1710 | 13. listopadu 1997 |
| Music Box Theatre            | Shubert Organization       | King Charles III                                  | hra          | W. 45th St. (č. 239)       | 1009 | 1. listopadu 2015  |
| Nederlander Theatre          | Nederlander Organization   | Amazing Grace                                     | muzikál      | W. 41st St. (č. 208)       | 1235 | 16. července 2015  |
| Neil Simon Theatre           | Nederlander Organization   | The Illusionists – Live on Broadway               | kouzelnictví | W. 52nd St. (č. 250)       | 1467 | 19. listopadu 2015 |
| New Amsterdam Theatre        | Disney Theatrical Prods.   | Aladin                                            | muzikál      | W. 42nd St. (č. 214)       | 1747 | 20. března 2014    |
| Palace Theatre               | Nederlander Organization   | Američan v Paříži                                 | muzikál      | B'way (č. 1564 na 46. ul.) | 1743 | 12. dubna 2015     |
| Richard Rodgers Theatre      | Nederlander Organization   | Hamilton                                          | muzikál      | W. 46th St. (č. 226)       | 1400 | 6. srpna 2015      |
| St. James Theatre            | Jujamcyn Theaters          | Something Rotten!                                 | muzikál      | W. 44th St. (č. 246)       | 1709 | 22. dubna 2015     |
| Samuel J. Friedman Theatre   | Manhattan Theatre Club     | Fool for Love                                     | hra          | W. 47th St. (č. 261)       | 650  | 8. října 2015      |
| Shubert Theatre              | Shubert Organization       | Matilda the Musical                               | muzikál      | W. 44th St. (č. 225)       | 1460 | 11. dubna 2013     |
| Stephen Sondheim Theatre     | Roundabout Theatre Company | Beautiful: The Carole King Musical                | muzikál      | W. 43rd St. (č. 124)       | 1055 | 12. ledna 2014     |
| Studio 54                    | Roundabout Theatre Company | An Act of God                                     | hra          | W. 54th St. (č. 254)       | 1006 | 28. května 2015    |
| Vivian Beaumont Theater      | Lincoln Center Theatre     | Král a já                                         | muzikál      | W. 65th St. (č. 150)       | 1080 | 16. dubna 2015     |
| Walter Kerr Theatre          | Jujamcyn Theaters          | A Gentleman's Guide to Love and Murder            | muzikál      | W. 48th St. (č. 219)       | 945  | 17. listopadu 2013 |
| Winter Garden Theatre        | Shubert Organization       | School of Rock                                    | muzikál      | B'way (č. 1634 na 50. ul.) | 1526 | 6. prosince 2015   |